# Rain is Falling
«Rain is Falling» es una canción del grupo británico Electric Light Orchestra, publicada en el álbum de estudio Time (1981). La canción, compuesta por Jeff Lynne, fue también publicada como el cuarto sencillo del álbum, tras «Hold on Tight», «Twilight» y «Ticket to the Moon», en enero de 1982 exclusivamente en los Estados Unidos.
La canción ha sido comparada con la suite Concerto for a Rainy Day, incluida en el álbum Out of the Blue, debido al uso de la lluvia como temática principal, un tema recurrente en las composiciones de Jeff Lynne. 
El sencillo, que alcanzó solo el puesto 101 en la lista estadounidense Bubbling Under Hot 100 Singles, fue publicado con la canción «Another Heart Breaks» como cara B. La canción, también incluida en Time, fue el primer tema instrumental de la ELO desde la publicación de «The Whale» en Out of the Blue (1977). 

## Posición en listas
| País           | Lista                          | Posición |
| -------------- | ------------------------------ | -------- |
| Estados Unidos | Bubbling Under Hot 100 Singles | 1        |